# Ella Jaroszewicz
 (septembre 2018).
Si vous disposez d'ouvrages ou d'articles de référence ou si vous connaissez des sites web de qualité traitant du thème abordé ici, merci de compléter l'article en donnant les références utiles à sa vérifiabilité et en les liant à la section « Notes et références ».
Ella Jaroszewicz (née Elzbieta Jaroszewicz-Bartnowska le 5 août 1938 à Kielce, en Pologne) est une artiste française d’origine polonaise, mime, danseuse, metteuse en scène, chorégraphe et pédagogue. Elle est à l’origine d’un langage gestuel qui synthétise l’art du mime et la science de la chorégraphie, et qu’elle a développé en France.

## Biographie
Ella Jaroszewicz a connu pendant son enfance en Pologne les atrocités de la guerre : musicien, son père résistant a été fusillé, des membres de sa famille ont été massacrés par des bolcheviks et dans des camps de concentrations.
Après son baccalauréat, elle a étudié à l’Académie des sports de Wroclaw (1955-1956), où elle a acquis des bases d’acrobatie, d’anatomie et de physiologie qui lui seront utiles tout au long de sa carrière, aussi bien sur scène que dans le cadre de sa pédagogie. Par la suite, elle a suivi une double formation : de mime entre 1955 et 1963 auprès de Henryk Tomaszewski (1919-2001) et de danse de 1956 à 1959 à l’école de l’Opéra de Wroclaw.
Entrée au ballet de l’Opéra de Wroclaw, Ella Jaroszewicz devient parallèlement membre de la troupe de Henryk Tomaszewski dans le cadre du théâtre national Pantomima fondé par celui-ci à Wroclaw. Avec le maître polonais, elle participe à la création d’un nouveau langage gestuel qui synthétise l'art du mime et la science de la chorégraphie. Devenue la principale interprète du théâtre Pantomima pendant huit ans, elle joue, dans le premier spectacle de la compagnie, Condamné à vivre (1956), le rôle de « l’arbre » qui devient le symbole choisi par Tomaszewski pour son théâtre. Elle crée ensuite plusieurs rôles, dont « Marika » dans Wozzeck d’après Georg Büchner (1959) et La Femme où elle tient le rôle-titre de la pièce créée pour la saison 1962-1963 par Tomaszewski pour elle et Pawel Rouba (1939-2007).
Le théâtre de Henryk Tomaszewski obtient deux médailles d’or (pour la mise en scène et pour les interprètes, dont Ella Jaroszewicz fait partie, au Concours international de pantomime à Moscou en 1958.
De 1957 à 1963, Ella Jaroszewicz effectue avec Tomaszewski des tournées en Suède, au Danemark, en Israël, en Grande-Bretagne, en Italie, en Allemagne et à Paris (au Festival des Nations en 1962 et au théâtre de l’Athénée).
À partir de 1962, elle s’installe progressivement à Paris après sa rencontre avec Marcel Marceau (1923-2007). Elle voyage, développe sa formation à l’American School of Dance de Los Angeles avec Tchouki Matei (méthode Martha Graham), ouvre son premier cours au Studio du théâtre des Champs-Élysées à Paris.
En 1965, Ella Jaroszewicz tourne dans le film de Dominique Delouche Le Mime Marcel Marceau, aux côtés, entre autres mimes, de Pierre Verry. Ce film ne put sortir à cette époque, puis il a été retrouvé, restauré et réédité en DVD en 2016.
En 1968, elle crée le premier cours de mime à l’école de danse de l’Opéra de Paris, à l’initiative de Roland Petit. Elle parcourt la France pour promouvoir l’art du mime avec Jean Dorcy, fondateur de Danse et Culture, et obtient en 1969 la médaille d’or décernée par Serge Lifar.
Compagne de Marcel Marceau à partir de 1962, puis son épouse de 1966 jusqu’en 1973, elle modernise le costume de scène de celui-ci. De 1969 à 1971, dans le cadre de l’École internationale de mime Marcel Marceau dirigée par Pierre Verry, elle enseigne le mime avec son approche personnelle en introduisant la danse et l’acrobatie.
Marcel Marceau a écrit à son propos : « Il y a quelques années, à Paris, une troupe de mimes polonais, la compagnie de Henryk Tomaszewski, présenta un spectacle du plus haut intérêt. Lorsque le rideau se leva, une jeune mime aux cheveux d’or fit son apparition dans une rafale de lumière, et l’émotion qu’elle suscita dans le public resta gravée dans ma mémoire. […] Ella Jaroszewicz, mime de métier, a le sens du rythme et de la plastique corporelle dramatique. Elle jette ses arabesques dans l’espace avec fougue et une passion que beaucoup devraient lui envier. […] Ella Jaroszewicz crée un studio d’expression corporelle d’un esprit nouveau. Son cours de mime corporel apportera aux jeunes danseurs, danseuses et comédiens des matériaux nouveaux pour l’épanouissement et la connaissance de leurs possibilités dramatiques. »
En 1973, Ella Jaroszewicz fonde sa compagnie de mime Magenia et, en 1974, ouvre une école de mime, le Studio Magenia, « Académie européenne de théâtre corporel », avec un programme d’enseignement actif jusqu’en 2018.
En 1988, elle assure la préparation corporelle de Roman Polanski pour son rôle de « Gregor Samsa » dans La Métamorphose de Franz Kafka, adapté et mis en scène par Steven Berkoff au théâtre du Gymnase. La même année, elle apparaît dans Frantic réalisé par Roman Polanski (« la préposée aux toilettes »).
En 2018, elle présente au Festival des Lumières, en Auvergne, une conférence-projection sur l’histoire du théâtre de Tomaszewski : sa compagnie, son école et l’influence de ce courant artistique en France.
Le 27 novembre 2019, elle a organisé pour l’Institut polonais de Paris une soirée d’hommage, « Henryk Tomaszewski : l’art du mime polonais », à l’occasion du centenaire de sa naissance.
En 2019, elle a fait don de ses archives au Département des Arts du spectacle de la Bibliothèque nationale de France. Ce fonds se compose de documents sur papier, de ressources audiovisuelles, de costumes, d’accessoires de scène, d’affiches, de ressources iconographiques.

## Compagnie Magenia
En 1973, Ella Jaroszewicz fonde à Paris la compagnie de mime Magenia (qui signifie « rêve » en polonais), avec pour ambition de « dépasser le mime anecdotique pour atteindre l’abstraction ». Sa spécificité est d’être « une véritable chorégraphe qui s’exprime par la pantomime ».
À partir de 1973, la compagnie Magenia réalise des spectacles au Festival du Marais et au festival de Grasse (La Forêt), au théâtre Rive Gauche à Paris (La Rencontre).
- 1974 : tournées en France et en Allemagne avec trois créations : Picnic, La Parade, Errances.
- 1976 : reprise du répertoire au théâtre d’Orsay Renaud-Barrault.
- 1977 : création du spectacle La Lune, mimographie qui obtient un 2e prix au concours chorégraphique international de Bagnolet.
- 1978 : la compagnie Magenia participe au gala de lauréats donné au théâtre des Champs-Élysées. Ella Jaroszewicz crée des chorégraphies pour les danseurs et danseuses étoiles de l’Opéra de Paris Patrick Dupond, Charles Jude, Claude de Vulpian, ainsi que pour le réalisateur de films documentaires François Reichenbach.
- 1979 : création à Paris des spectacles Les Aventures des fourmis et La Goutte d’eau au centre Georges-Pompidou (prix de l’Humour décerné par la Fédération française de danse) et au centre Mandapa.
- 1980 : nouvelles tournées en Allemagne, spectacles à Paris au centre Mandapa et au Théâtre 14.
- 1981 : festival de la pantomime à Vienne (Autriche), spectacle au théâtre du Lucernaire à Paris, suivis les années suivantes par des tournées en Allemagne, des spectacles à l’occasion de la Semaine nationale du théâtre à Paris, ainsi qu’au théâtre du Lys-Montparnasse et au théâtre Nouvelle France, des tournées en Suède, à Copenhague, en Allemagne et en Autriche.
- 1984 : spectacles à Salzbourg et à l’Opéra de Graz en Autriche (première compagnie française invitée à l’Opéra de Graz).
- 1985 : participation au festival de Sitges en Catalogne, tournée en Pologne.
- 1986 : tournage de L'Aube lunaire par la télévision polonaise.
- 1992 : Festival de Hambourg.
- 2001 : présentation de Parallèles à la BnF-François-Mitterrand.
- 2002 : Festival de Varsovie et tournée en Pologne avec Parallèles.
- 2006 : Pylades au théâtre du Gymnase à Paris.
- 2007 : spectacle au théâtre des Funambules à Paris.
- 2008 : L'Ombre d'un doute à Nogent et au Conservatoire du 20e arrondissement de Paris. Festival d’O avec Les Gouttes d’eau.
- 2011 : spectacle Polonia présenté au musée de l'Histoire de l'immigration à l’occasion d’une exposition sur l’immigration polonaise en France depuis le XIXe siècle. Créations des spectacles Black and White et Le mime fait un tabac.
- 2012 : Les Dreudons au théâtre Passerelle.
- 2014 : Vincent au théâtre de Chantilly et au Conservatoire du 20e arrondissement de Paris.
- 2015 : « Jeunes talent de Magenia », salle Jean Dame et théâtre de Chantilly.

## Studio Magenia
En 1974, parallèlement à sa compagnie, Ella Jaroszewicz fonde le Studio Magenia, « Académie européenne de théâtre corporel », qui a existé jusqu’en 2018, formant plus de 800 jeunes artistes.
Il s’agit d’un programme d’enseignement de longue durée (cursus de deux ou trois ans) centré sur la formation d’un « acteur-mime polyvalent, capable de se servir de son corps comme instrument d’expression scénique ». L’enseignement délivré par le Studio Magenia obtient du Répertoire national des certifications professionnelles (RNCP) la reconnaissance du statut d’« artiste mime » puis d’« artiste de théâtre corporel » en France (RNCP 25457).
Cet enseignement se décompose en : préparation corporelle ; principes du mouvement ; techniques de mime-théâtre corporel ; éléments et matières, monde animal et végétal ; valeurs du mouvement, travail du geste, économie gestuelle ; jeu corporel de l’acteur ; danse contemporaine ; improvisations et réalisations ; théâtre (approche du texte, prononciation, respiration, placement de la voix) ; chant lyrique et variétés ; histoire du théâtre et de la danse (par Roger Dabert) ; rencontres artistiques, présentations publiques des travaux ; stages trimestriels destinés à élargir le langage corporel par la rencontre avec diverses méthodes d’approches pédagogiques (Training Grotowski, méthode Tomaszewski, danse-contact…)
Ella Jaroszewicz élabore sa propre écriture, fruit de la rencontre entre les diverses formes d’expression occidentales et la rigueur de l’école de Henryk Tomaszewski à Wroclaw.

### Pédagogie
Ella Jaroszewicz a présenté dans différents pays d’Europe et au Festival d'Avignon des conférences sur l’histoire et l’évolution de l’art de mime pour laquelle World Mime Organisation lui a décerné un award en 2017, suivi d’un autre en 2018 pour le Studio Magenia.
- 1967-1969 : galas à travers la France avec Jean Dorcy pour promouvoir la « Connaissance de l’art du mime ». Médaille d’or de Danse et culture décernée par Serge Lifar.
- 1968 : cours de mime-expression à l’école de danse de l’Opéra de Paris.
- 1969-1971 : cours de mime (incluant danse et acrobatie) à l’École internationale de mime Marcel Marceau dirigée par Pierre Verry.
- 1978 : chargée de cours à l’université Paris-3 Sorbonne et cours de psychomotricité à Paris-6.

Autres cours et interventions pédagogiques :
- Académie de Vienne (Autriche)
- cours au Théâtre du Soleil (Ariane Mnouchkine)
- enseigne le mouvement au Chaincourt Theater (Francfort)
- Flinders University, Adelaïde (Australie)
- stages de l’AFDAS-Paris (organisme gestionnaire du fonds de formation des artistes-auteurs)
- dispense du ministère de la Culture pour l'enseignement de la danse
- stage au Centre de recherches culturelles Jerzy Grotowski
- professeur agrégé de la Fédération française de danse
- professeur invité de master class par l’English National Ballet School de Londres.

## Distinctions
- 1958 : deux médailles d’or au festival de Pantomime de Moscou pour la troupe Pantomima de Henryk Tomaszewski (mise en scène et interprètes).
- 1969 : médaille d’or Danse et culture.
- 1977 : 2e prix de Chorégraphie au concours international de chorégraphie Ballet pour demain (Bagnolet) pour La lune.
- 1979 : prix de l’Humour, fondation de la Danse (Paris) pour Mouvement et images.
- 1985 : nomination au festival de Sitges (Catalogne)
- 1986 : Médaille de la ville de Wroclaw (Pologne)
- 2005 : officier de l’ordre du mérite polonais pour l’ensemble de sa carrière ainsi que pour la diffusion et la promotion de la culture polonaise dans le monde.

## Filmographie
- 1988 : Frantic : la dame des toilettes